# Aldrichia
Aldrichia is een vliegengeslacht uit de familie van de wolzwevers (Bombyliidae). De wetenschappelijke naam van het geslacht werd voor het eerst geldig gepubliceerd in 1894 door Coquillett.

## Soorten
- A. auripuncta Painter, 1940
- A. ehrmanii Coquillett, 1894